# Crise do limite de dívida dos Estados Unidos de 2011
A Crise do limite de dívida (ou teto de dívida) dos Estados Unidos de 2011 refere-se a um longo processo negocial e de debate no Congresso dos Estados Unidos sobre se o país deveria aumentar o limite de dívida, e, caso afirmativo, em que montante. Foram igualmente discutidas as políticas de gastos para o futuro, e que políticas fiscais serão necessárias aplicar após incrementar o limite da dívida. Além disso, espera-se que esta discussão culmine com importantes reformas estruturais para os procedimentos de pressupostos (por exemplo, com limites de gastos ou emendas à Constituição no que se refere a pressupostos equilibrados). A dívida total nacional dos Estados Unidos ascendia a 14,4 trilhões de dólares em julho de 2011, superando o cúmulo de gasto de 14,3 trilhões. O Departamento do Tesouro não tem autoridade para emitir ou contrair dívida além deste limite, o que obrigou a realizar a reforma.
Apesar da falta de autoridade do Congresso, em 16 de dezembro de 2009 o limite da dívida foi excedido, e para sanear o problema o Departamento do Tesouro teve que usar "ferramentas de contabilidade extraordinárias" para proporcionar ao tesouro 150 bilhões de dólares e assim poder cumprir as obrigações federais. Contrariamente a dezembro de 2009, neste caso a situação foi considerada uma crise por potencialmente o governo poder ser incapaz de cumprir com as suas obrigações financeiras. A crise não atingiria apenas os Estados Unidos, mas também ameaça outros países cuja moeda se baseia no dólar e que poderiam ver-se arrastados pelas perdas. A agência de certificação de créditos (ratings) Standard & Poor's submeteu a nota de dívida nacional dos Estados Unidos a uma "revisão em baixa" durante a crise, aumentando o risco de degradar a nota "AAA" da dívida nacional.
O debate foi invulgarmente complicado, com os legisladores do Partido Republicano opostos a qualquer aumento de impostos e os do Partido Democrata defendendo que uma subida de impostos era tão necessária como um corte nos gastos. Os legisladores que apoiam o movimento Tea Party impulsionaram os republicanos a recusar qualquer acordo que implicasse cortes substantivos e imediatos o realizar alguma emenda constitucional.
A crise mais imediata terminou quando um acordo complexo entre ambas as partes conseguiu elevar o limite de gastos em 31 de julho de 2011. Após a sua aprovação no Congresso e Senado, foi ratificado pelo Presidente Barack Obama, ficando o acordo conhecido como Budget Control Act of 2011 em 2 de agosto, data limite para o acordo.